# Ramiro Navarro
Ramiro Navarro de Anda (ur. 25 maja 1943 w Tepatitlán de Morelos) – były meksykański piłkarz występujący podczas swojej kariery na pozycji napastnika.

## Kariera klubowa
W swojej karierze Navarro reprezentował barwy zespołów CD Oro, Club América oraz Necaxa. Wraz z Oro wywalczył mistrzostwo Meksyku (1962/1963) oraz wicemistrzostwo Meksyku (1964/1965). Wicemistrzem Meksyku został także w barwach Amériki w sezonie 1966/1967.

## Kariera reprezentacyjna
Wszystkie 4 spotkania w reprezentacji Meksyku Navarro rozegrał w 1965 roku. W 1966 roku został powołany do kadry na Mistrzostwa Świata. Nie zagrał jednak na nich w żadnym meczu, a Meksyk odpadł z turnieju po fazie grupowej.